# نادي وفاء وداد
نادي وفاء وداد هو نادٍ رياضي مغربي من مدينة الدار البيضاء، ممارس في دوري الدرجة الثانية المغربي. أحد أندية منطقة سيدي عثمان بالدار البيضاء.

## سبب التسمية
يُجمِعُ قدماء النادي أن تسمية النادي لها علاقة بنادي الوداد الرياضي، الجار الكبير في المدينة حيث أن النادي أنشِئ سنة 1944 أي بعد 7 سنوات على إنشاء الوداد لإكمال المسيرة التي بدأها هذا الأخير وذلك بمقارعة الأندية التي أنشأها المعمِّرون الأوربيون بالمغرب لذلك فالاسم وفاء هو وفاء لهذه المقاومة للاستعمار في مجالها الرياضي. ما زال النادي يحمل هذا الاسم إلى يومنا هذا مع إمكانية تغييره إلى نادي الوفاء الرياضي. لايرتبط النادي مع الوداد بأي شكل من الأشكال كالتوأمة وشراكة أو غيرها.

## شعار النادي

شعار نادي وفاء وداد، العلم المغربي يسارًا وتشابه شعار النادي مع شعار نادي برشلونة.